# Văn Công Khai
Văn Công Khai (1909–1947), là nhà cách mạng Việt Nam, Bí thư Tỉnh ủy Thủ Dầu Một trước Cách mạng Tháng Tám.

## Thân thế
Văn Công Khai tên thật là Tạ Văn Khái sinh năm 1909 trong một gia đình nghèo ở xóm cầu Ông Cộ, làng An Phú, tổng Bình Phú, quận Châu Thành, tỉnh Thủ Dầu Một, nay là phường Tân An, thành phố Thủ Dầu Một, tỉnh Bình Dương.
Sau khi học xong tiểu học, ông bỏ học đi làm thuê. Năm 1926, ông vào làm công nhân đồn điền cao su Dầu Tiếng. Năm 1927, ông về Sài Gòn làm thợ cắt tóc.

## Hoạt động cách mạng
Năm 1936, ông tham gia Hội Ái hữu là tổ chức của các công nhân, thợ thuyền, sau đó được kết nạp vào Đảng Cộng sản Đông Dương. Vào thời điểm đó, phong trào đấu tranh dân chủ của Mặt trận Dân chủ Đông Dương đang phát triển mạnh mẽ. Với bí danh Văn Công Khai, ông được Thành ủy Sài Gòn cử quê nhà Thủ Dầu Một cùng các đồng chí Nguyễn Văn Lộng, Phan Văn Khung, Phan Vân, Trần Văn Giàu phát triển cơ sở Đảng. Đặc biệt là hai lần được biệt phái đến đồn điền cao su Dầu Tiếng, cùng Nguyễn Văn Tiết tham gia thành lập Chi bộ Đảng.
Tháng 6 năm 1939, ông cùng các đồng chí Nguyễn Văn Lộng, Nguyễn Thành A,... bị thực dân Pháp bắt và đưa ra xử trước tòa đại hình Sài Gòn. Trước lời tự bào chữa và sức ép của các tổ chức Hội Ái hữu, buộc chính quyền thực dân phải thả ông cùng nhiều người khác.
Tháng 11 năm 1940, cuộc khởi nghĩa Nam Kỳ nổ ra và nhanh chóng thất bại, thực dân Pháp tiến hành khủng bố ác liệt, hầu hết các cơ sở Đảng đều bị vỡ. Đến đầu năm 1941 thì Bí thư Tỉnh ủy Hồ Văn Cống cũng bị bắt. Trong thời gian này, ông rút về làng 1 Sở cao su Dầu Tiếng, tìm cách bảo vệ cơ sở, móc nối với cấp ủy ở Sài Gòn.
Mùa xuân năm 1943, tại làng 1 Sở cao su Dầu Tiếng, Hội nghị tái lập Tỉnh ủy Thủ Dầu Một được tổ chức trong bí mật, bầu ra Ban Chấp hành lâm thời (tức Tỉnh ủy lâm thời) gồm Bí thư Tỉnh ủy lâm thời Văn Công Khai, các Ủy viên Nguyễn Văn Thi, Nguyễn Văn Trung (về sau bổ sung thêm Lê Đức Anh, Vũ Văn Hiền,...). Dưới sự lãnh đạo của ông, Tỉnh ủy Thủ Dầu Một chủ trương thực thi chỉ đạo của Xứ ủy Nam Kỳ, tích cực chuẩn bị lực lượng để chờ đợi thời cơ khởi nghĩa vũ trang giành chính quyền.
Đêm ngày 23 tháng 8 năm 1945, Hội nghị mở rộng được tổ chức ở làng Bưng Cầu đã ra quyết định tiến hành khởi nghĩa trong tỉnh, thành lập Ủy ban khởi nghĩa do Bí thư Tỉnh ủy Văn Công Khai làm Trưởng ban. Chỉ trong vòng hai ngày, lực lượng khởi nghĩa đã làm chủ hoàn toàn tỉnh Thủ Dầu Một mà không xảy ra đổ máu. Ngày 25 tháng 8, thay mặt Ủy ban khởi nghĩa, Trưởng ban Khởi nghĩa Văn Công Khai tuyên bố xóa bỏ chính quyền Nhật Bản, thành lập chính quyền cách mạng.

## Công tác chính quyền
Tháng 10 năm 1945, Nguyễn Đức Thuận được chỉ định làm Bí thư Tỉnh ủy Thủ Dầu Một, ông được giao nhiệm vụ chuyên trách công tác chính quyền với tư cách Phó Bí thư Tỉnh ủy, Phó Chủ tịch Ủy ban Kháng chiến hành chính tỉnh. Tháng 3 năm 1946, tại Hội nghị bất thường do Nguyễn Đức Thuận (với tư cách Đặc phái viên của Xứ ủy) chủ trì, chính thức công nhận Ban Chấp hành lâm thời trở thành Tỉnh ủy chính thức. Tỉnh ủy Thủ Dầu Một mới được chỉ định gồm bảy người do Nguyễn Văn Tiết làm Bí thư, Văn Công Khai lấy bí danh Phủ làm Phó Bí thư, các Ủy viên Hồ Văn Nâu, Lê Đức Anh, Nguyễn Văn Thi, Phan Dân, Dương Danh Thắng.
Ngày 26 tháng 5 năm 1947, trên đường đi công tác cùng đoàn các bộ tỉnh từ Lái Thiêu đến xã Đồng An thuộc huyện Thủ Đức, tỉnh Gia Định (nay là thị xã Dĩ An, Bình Dương), cả đoàn bị quân Pháp phục kích, ông bị trúng đạn hy sinh khi mới 38 tuổi.

## Vinh danh
Tên của ông được đặt cho một con đường ở phường Phú Cường và thị trấn Dầu Tiếng thuộc tỉnh Bình Dương.